# Arrondissement Saint-Germain-en-Laye
Arrondissement Saint-Germain-en-Laye (fr. Arrondissement de Saint-Germain-en-Laye) je správní územní jednotka ležící v departementu Yvelines a regionu Île-de-France ve Francii. Člení se dále na 16 kantonů a 45 obcí.

## Kantony
- Andrésy
- La Celle-Saint-Cloud
- Chatou
- Conflans-Sainte-Honorine
- Houilles
- Maisons-Laffitte
- Marly-le-Roi
- Le Pecq
- Poissy-Nord
- Poissy-Sud
- Saint-Germain-en-Laye-Nord
- Saint-Germain-en-Laye-Sud
- Saint-Nom-la-Bretèche
- Sartrouville
- Triel-sur-Seine
- Le Vésinet